# 器局

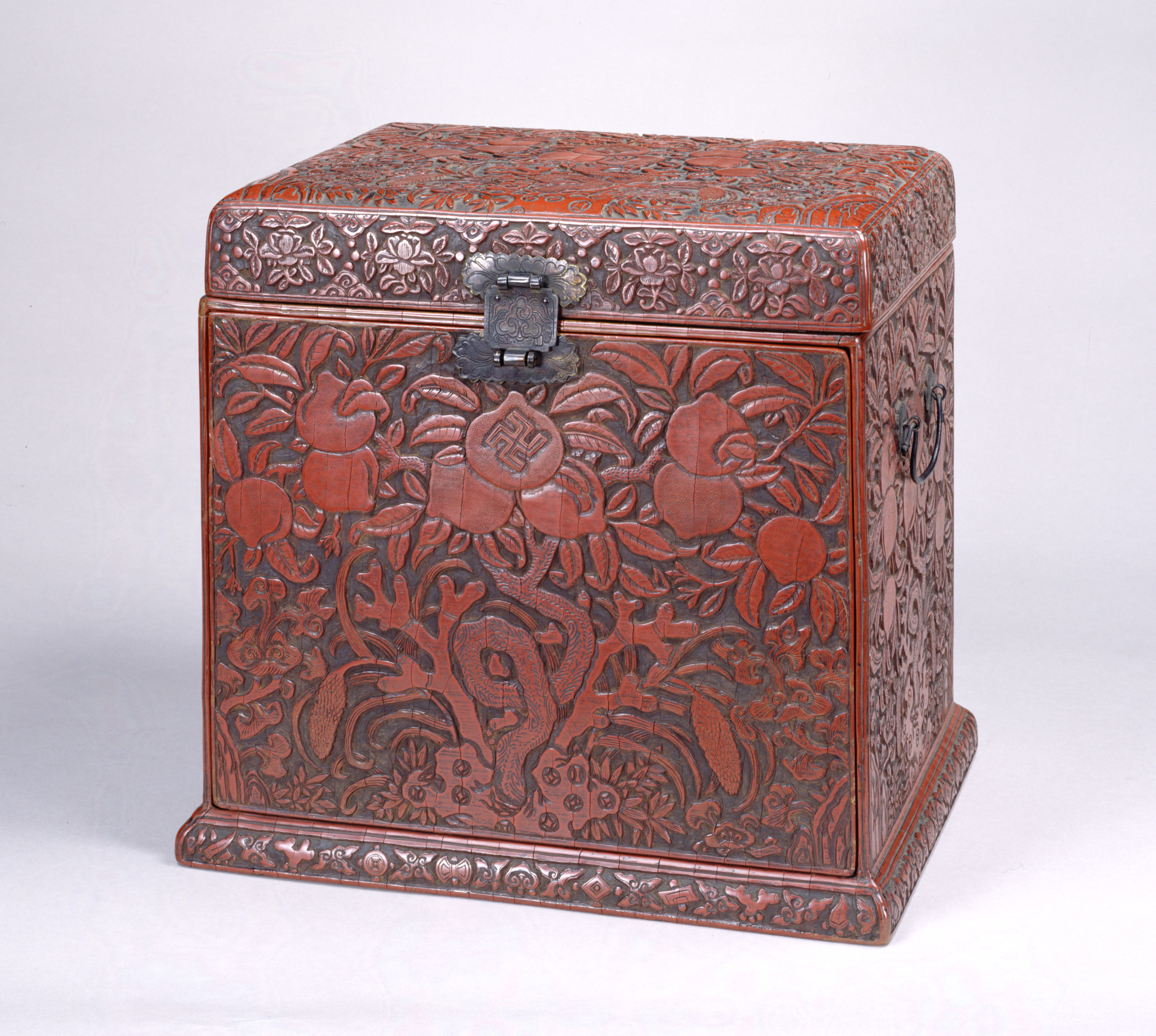
吉祥文堆朱器局

器局（ききょく）は煎茶道で使われる茶道具の一つ。

## 由来
「局」には「部屋」という意味がある。つまり「煎茶道具の部屋」という意味。

## 形状
材質はほとんどが木製である。唐物（中国からの輸入品）には紫檀や黒檀製の物、漆器や螺鈿が施された物など様々な種類がある。国産品は桑、桐、ケヤキ製が多い。
外形は長方形。棚が二段に組まれていて、正面に蓋をするようになっている。上部に取っ手が付いて持ち運びが出来る形状の物もあり岡持ちに似ているが、大きい物は持ち運べるような重さではない。もっぱら棚のように茶道具を展示する家具としての使用が主である。唐物は名品が多いとされる一方で大型の物が多く、点前には使いにくいとされる。
用途は提籃と似ているが、提籃が野外専用の道具なのに対し、器局は室内専用の道具と位置づけられている。　